# 田中進 (実業家)
田中 進（たなか すすむ、1959年8月23日 - ）は、日本の実業家、官僚、ゆうちょ銀行取締役兼代表執行役副社長。

## 人物・経歴
京都大学卒業後、1982年（昭和57年）4月に郵政省へ入省した。昭和62年に奈良県下市郵便局長に着任した。郵政省では主に貯金畑を歩み、1996年（平成8年）7月に貯金局経営計画課経営調査室長へ、2001年（平成13年）7月に総務省郵政企画管理局貯金経営計画課長に就任した。2004年6月には内閣官房郵政民営化準備室参事官として郵政民営化に携わり、平成15年（2003年）1月に郵政事業庁貯金部資金運用課長、同年4月に日本郵政公社郵便貯金事業本部企画部長を経て、民営化と同時に平成19年（2007年）10月にゆうちょ銀行執行役兼営業企画部長に就任した。
2009年（平成21年）6月にゆうちょ銀行常務執行役兼経営企画部長に、2012年（平成24年）4月に専務執行役兼経営企画部長に、2013年（平成25年）6月に取締役兼執行役副社長に、2015年（平成27年）3月に同取締役兼代表執行役副社長に昇任した。また、2009年（平成21年）10月には、日本郵政株式会社常務執行役を兼ねる。